# Porsche 993
Der Porsche 993 ist eine Automobilbaureihe der Porsche AG und der Nachfolger der Baureihe Porsche 964. Es ist das letzte Modell des Porsche-Klassikers 911 mit luftgekühltem Boxermotor.
Die Motorenpalette des 1993 eingeführten 993 reicht von 200 kW (272 PS) bzw. 210 kW (286 PS) bei den Carrera- und Targa-Modellen bis hin zum Turbo-Topmodell mit 300 kW (408 PS). Daneben wurden auch leistungsgesteigerte Fahrzeuge für den Motorsport und sog. werksleistungsgesteigerte Serienfahrzeuge hergestellt, deren Motorenleistungen von 221 kW (300 PS) bei den Carrera-Modellen, 316 kW (430 PS) beim GT2-Modell und bis zu max. 330 kW (450 PS) bei den Turbo-Modellen reichen.
Der Porsche 993 wurde in den Versionen Carrera, Targa und Turbo angeboten. Beim Carrera gab es als Alternative zum Heckantrieb den Allradantrieb in den Modellen Carrera 4 und Carrera 4S. Den Turbo (ab 1995) gab es serienmäßig mit Allradantrieb.

## Entwicklung
Das Fahrwerk wurde überarbeitet: mit 20 mm breiteren hinteren Reifen, einer verstärkten Bremsanlage mit perforierten Scheiben und dem verbesserten Antiblockiersystem (ABS 5). Der Motor bekam eine wartungsfreie Ventilsteuerung mit Hydrostößeln. Zentralverriegelung und eine Wegfahrsperre mit Alarmanlage waren serienmäßig.
Die Wartungskosten für den 993 sind geringer als für seine Vorgänger, was ihm einen Ruf als besonders zuverlässigen 911 einbrachte. Der Verkaufsname Porsche 911 blieb wie beim 964 erhalten. Auch das Motorprinzip mit Luftkühlung behielt Porsche bei. Für Kunden, die sich als „Gusseiserne“ bezeichnen, ist er somit der letzte „echte“ 911, da mit dem Nachfolger Porsche 996 auch ein völlig neu konstruierter Motor mit Wasserkühlung eingeführt wurde.
Der 993 wird als ausgereifter und bester 911 mit einem luftgekühlten Boxermotor angesehen. Da er der letzte Porsche 911 mit einem luftgekühlten Motor ist, kommt ihm in Fan-Kreisen eine besondere Stellung zu. Auf dem Gebrauchtwagenmarkt werden für 993er inzwischen Liebhaberpreise gezahlt. Die Preise für 993er liegen bei vergleichbarer Kilometerleistung fast immer über denen seines Nachfolgemodells 996.

## Fahrzeugcharakteristika

### Karosserie

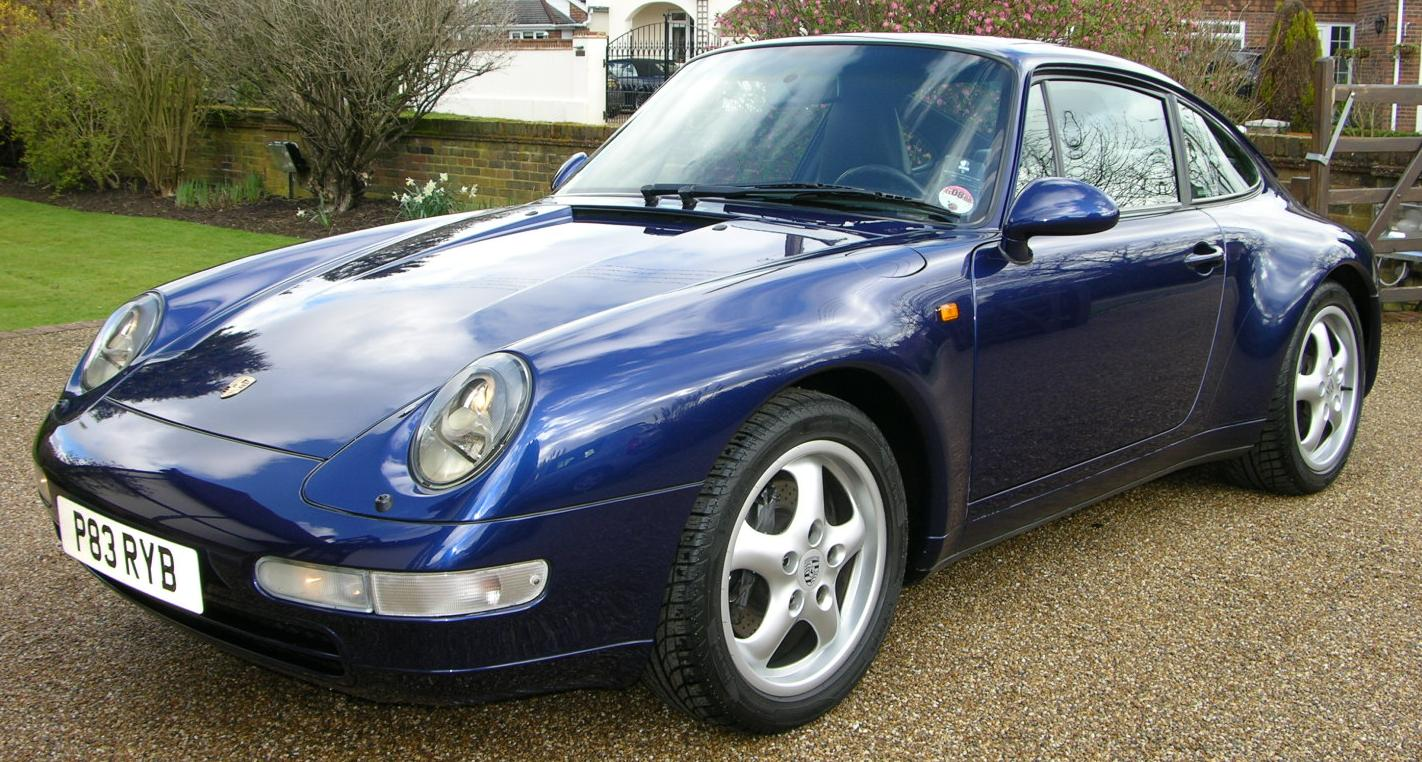
911 Carrera, Frontansicht

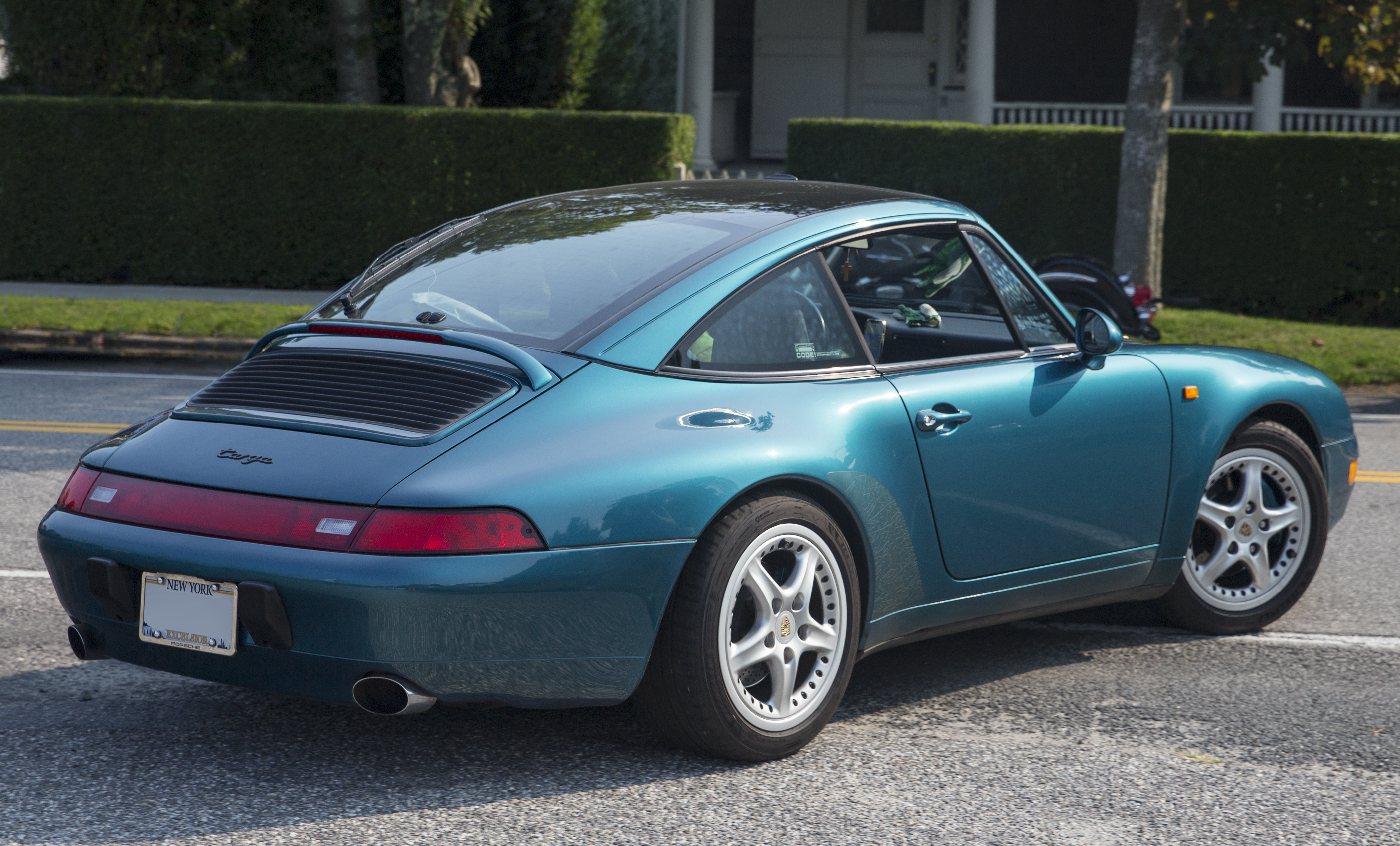
911 Targa, Heckansicht

Das Design des Porsche 964 stieß seit dessen Einführung nicht bei allen Porsche-Freunden auf Gegenliebe. Viele empfanden die Stoßstangen als zu klobig, obwohl die Grundzüge des klassischen Porsche 911 trotz der Neuerungen nie angetastet wurden.
Die stärker in die Karosserieform integrierten Stoßstangen des 993 sollten die Silhouette eleganter erscheinen lassen. Chefdesigner Harm Lagaay, der maßgeblich mit seinem Team dafür verantwortlich war, orientierte sich stark am Urmodell, bei dem Karosserie und Stoßstangen eine Einheit bildeten. Insgesamt wirkte der 993 sehr harmonisch, da mit den neuen Stoßstangen auch die Scheinwerfer stärker in die Karosserie einbezogen wurden, sodass diese nicht mehr wie die sogenannten „Torpedorohre“ der Vorgängermodelle aus der Wagenfront herausstachen. Das durchgehende Leuchtenband am Heck wurde weiter abgeschrägt und bildete zusammen mit den stark betonten hinteren Kotflügeln einen gelungenen Abschluss. Problematisch ist, dass die Hinterräder von den beiden unmittelbar dahinter liegenden Auspuff-Endtöpfen so stark erwärmt werden, dass ein erhöhter Reifenverschleiß auftreten kann. In Einzelfällen müssen die hinteren Reifen bereits bei Laufleistungen von weniger als 10.000 km erneuert werden.
Trotz der tiefgreifenden Designänderungen blieb die unverwechselbare Grundform des Porsche 911 entsprechend der Vorgabe erhalten.
Der 993 wurde zunächst als Carrera mit Heckantrieb und als Carrera 4 mit Allradantrieb gebaut. Den später folgenden Targa gab es nur mit Heckantrieb und den Turbo serienmäßig mit Allradantrieb. Mit dem 993 belebte Porsche die Tradition, besonders reichhaltig ausgestattete Versionen des Carrera mit dem Zusatz „S“ bzw. „4S“ zu kennzeichnen. Die „S“-Modelle kosteten etwas weniger als der Turbo-911, der am teuersten war.
Außer den Großserienfahrzeugen wurden auch Fahrzeuge wie Carrera RS und GT2 in Kleinserien gefertigt. Die Carrera-Modelle und der Turbo wurden durchaus für Alltagsfahrten gekauft und benutzt, die Carrera RS und vor allem die GT-Modelle waren noch sportlicher ausgelegt und fanden sich entsprechend oft auf den Rennstrecken wieder.

### Motor

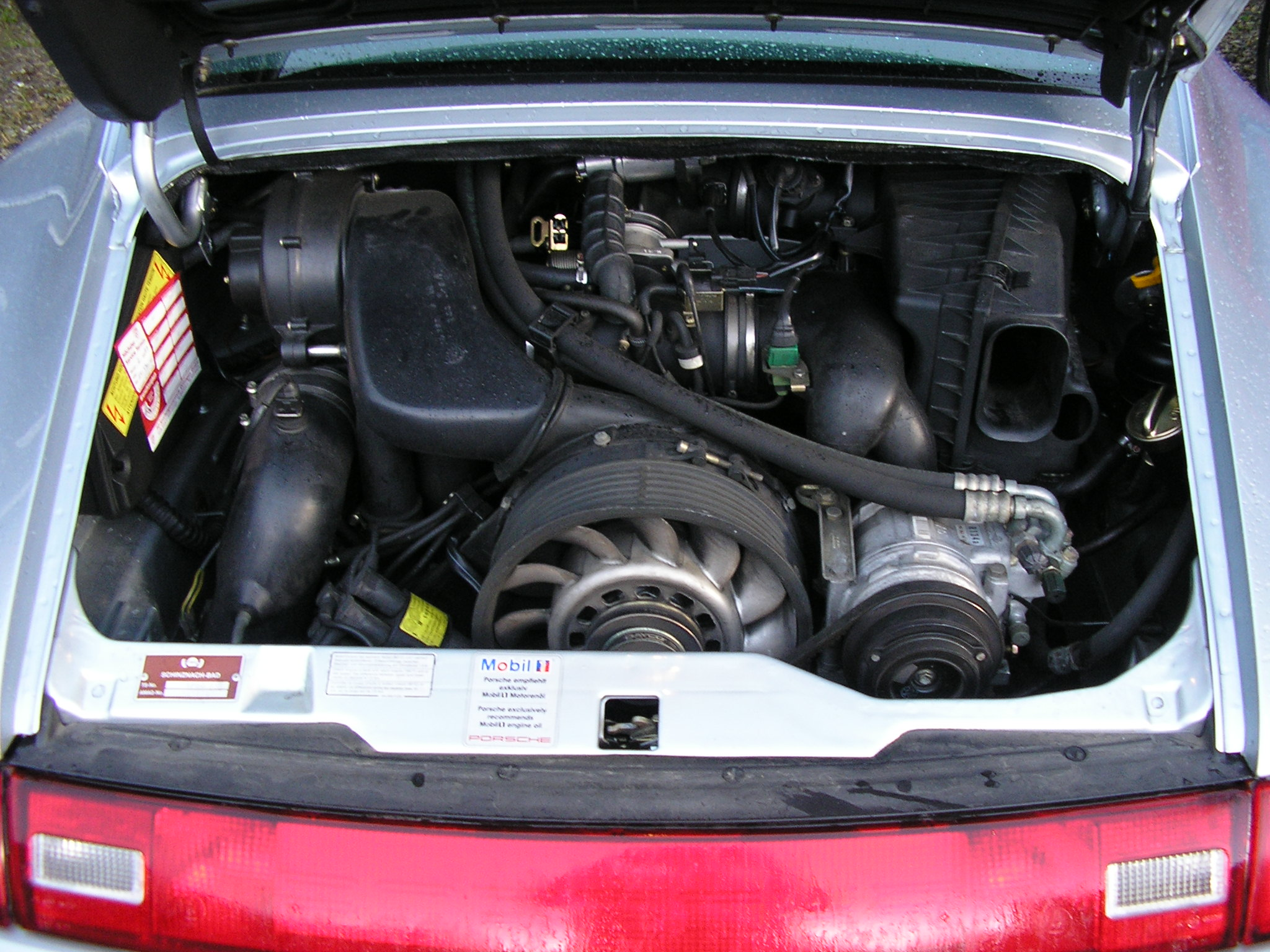
993-Motor; 3,6 Liter/200 kW (272 PS) mit Klimaanlagen-Kompressor (auf dem Bild rechts vorn)

Die Serienfahrzeuge der Carrera-Reihe haben einen luftgekühlten Sechszylinder-Boxermotor mit einem Hubraum von 3,6 Litern. Die Leistung dieses Motors beträgt 200 kW (272 PS) bei 6100/min und wurde im Modelljahr 1996 – unter anderem durch einen Ansaugtrakt mit variablem Querschnitt (Vario-Ram) – auf 210 kW (286 PS) angehoben. Es war auch möglich, bereits ab Werk leistungsgesteigerte Carrera-Modelle mit 210 kW (286 PS) oder 221 kW (300 PS) zu bestellen.
Der Turbo – das traditionell stärkste Modell einer Baureihe – holt seine Leistung von 300 kW (408 PS) aus einem 3,6-l-Sechszylinder-Boxermotor, der mit zwei Turboladern und Ladeluftkühler ausgestattet ist.
Beim Turbo gab es ebenfalls ab Werk die sogenannten Werksleistungssteigerungen (WLS). Die WLS 1 ermöglichte es, die ursprünglich 300 kW (408 PS) des 911 Turbo über eine andere Motorsteuerung und einen geänderten Ölkühler auf 316 kW (430 PS) anzuheben. Die Option WLS 2 bot zusätzlich den Verbau anderer Turbolader und Ladeluftkühler, die die Leistung weiter auf 331 kW (450 PS) erhöhte. Diese leistungsgesteigerten Motoren waren auch die Basis für den GT2, der Rennsportversion des Turbos.
Mit dieser Generation der luftgekühlten Motoren hatte Porsche die Grenze des wirtschaftlich und ökologisch sinnvollen Entwicklungsstands erreicht. Da die stetig verschärften Umweltschutzvorschriften bei der Abgasreinigung und dem Lärmpegel jede Weiterentwicklung zu kostenaufwändig werden ließen, verfolgte Porsche das Konzept der Luftkühlung nicht mehr weiter. Der Nachfolger Porsche 996 erhielt daher einen wassergekühlten Sechszylinder-Boxermotor.

### Innenraum

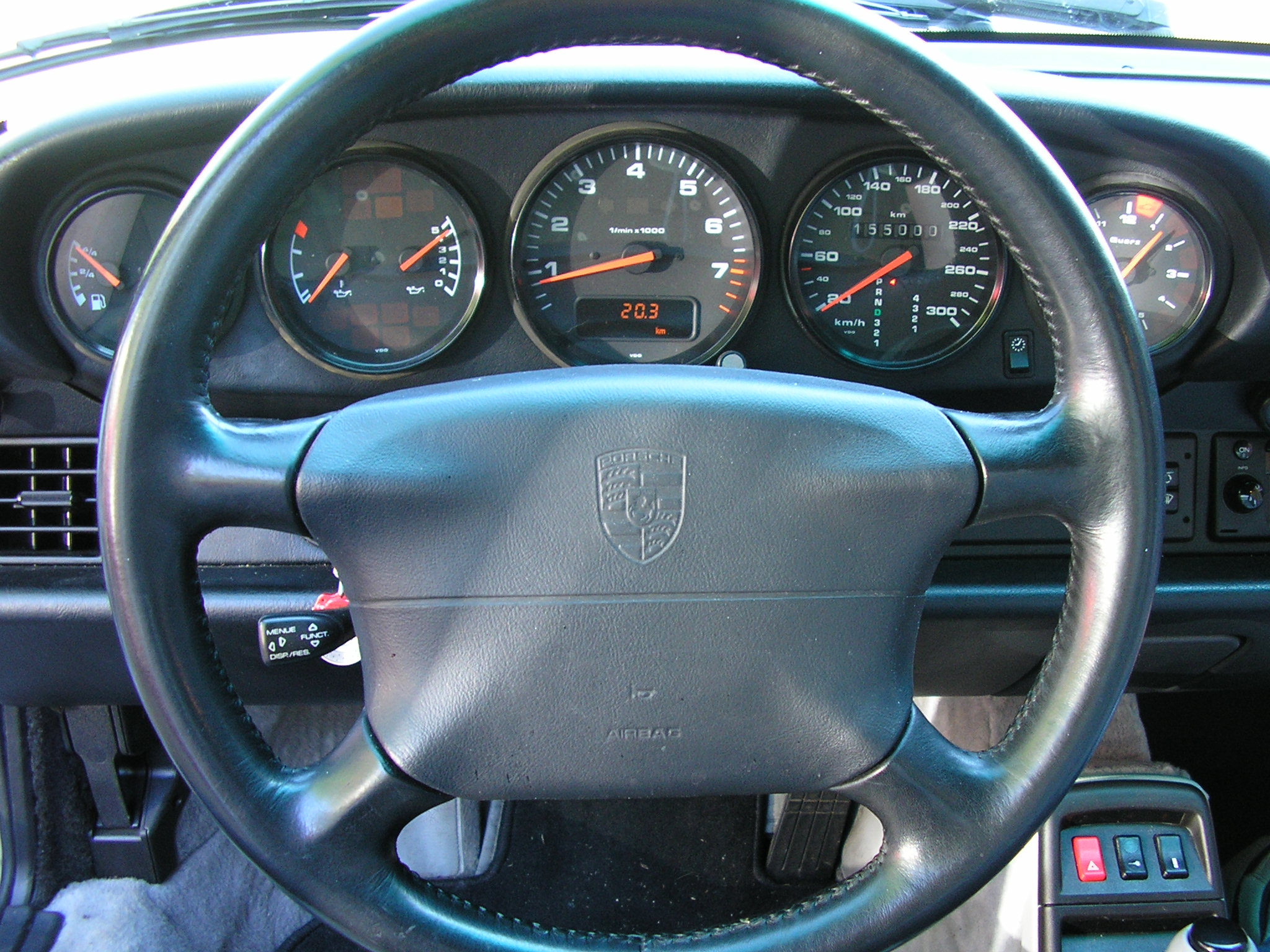
993 Cockpit: In der Mitte der
Drehzahlmesser mit Bordcomputer
rechts davon der Tacho mit der Tiptronic-Ganganzeige

Im Innenraum hatte sich der 993 gegenüber dem Vorgänger nicht sehr verändert. Wie bisher waren in der klassischen Anordnung fünf Rundinstrumente mit Durchlichttechnik eingebaut. Die Bestuhlung und die Mittelkonsole gleichen der des 964. Ebenfalls wurde weiterhin das Vierstufen-Automatikgetriebe Tiptronic angeboten. Ab dem Modelljahr 1995 gab es die Tiptronic „S“, die mit zwei Wipptasten im Lenkrad bedient wird.
Die augenfälligsten Unterschiede zwischen 964 und 993 sind das neugestaltete Lenkrad, das trotz des serienmäßig enthaltenen Airbags eleganter wirkt als beim 964. Die Türgriffe wurden ebenfalls überarbeitet und dem „fließenden“ Karosseriedesign des 993ers angepasst.
Insgesamt wurde der Wagen komfortabler ausgelegt. Trotz vieler Komfort- und Sicherheitsextras, die bereits im 964 vorhanden waren, wie Fahrer- und Beifahrerairbag, Servolenkung, Servobremse mit Antiblockiersystem und elektrischen Fensterhebern stieg das Leergewicht des 993-Coupés gegenüber dem Vorgänger nur um 20 kg.
Viele Kunden, die einen modernen 911er, jedoch mit dem Temperament des alten Modells fahren wollten, wünschten sich solche speziellen Fahrzeuge. Diese Anregung hatte Porsche aufgenommen und gegen entsprechenden Preis sportlicher ausgelegte Kleinserien des 911 Carrera und 911 Turbo aufgelegt. Bei den Modellen 911 Carrera RS und 911 GT2 waren die gewichtssteigernden Komfort-Extras nicht enthalten. So kommt es, dass beispielsweise der 911 Carrera RS – obwohl mit weniger Ausstattung, dafür aber mit stärkerem Motor – wesentlich teurer ist als die komfortabler ausgestatteten 911-Carrera-Modelle.

## Serienversionen

### 911 Carrera 4S und 911 Carrera S

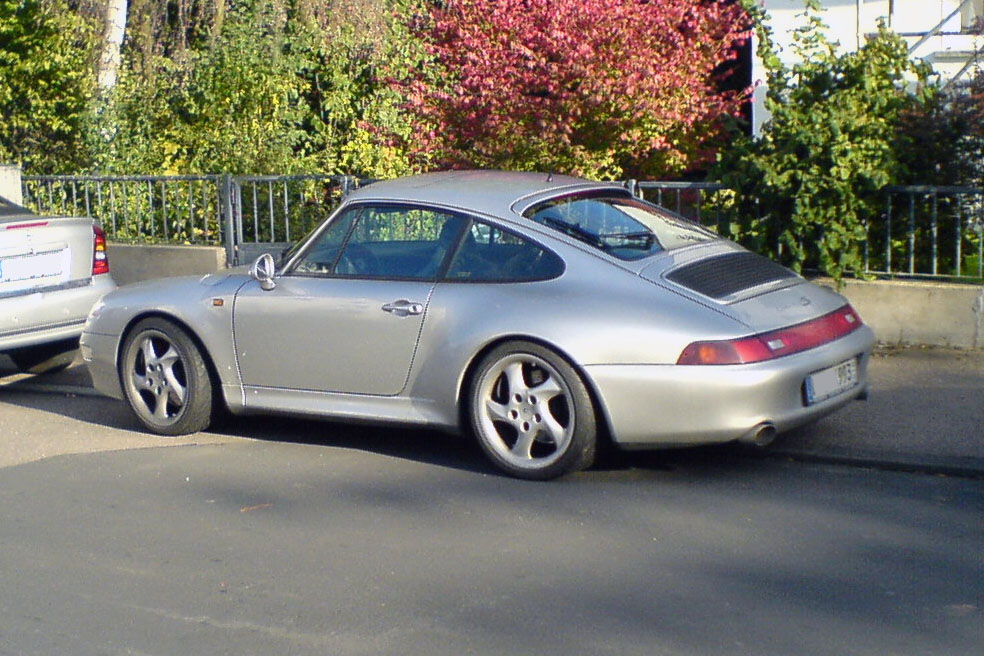
911 Carrera 4S

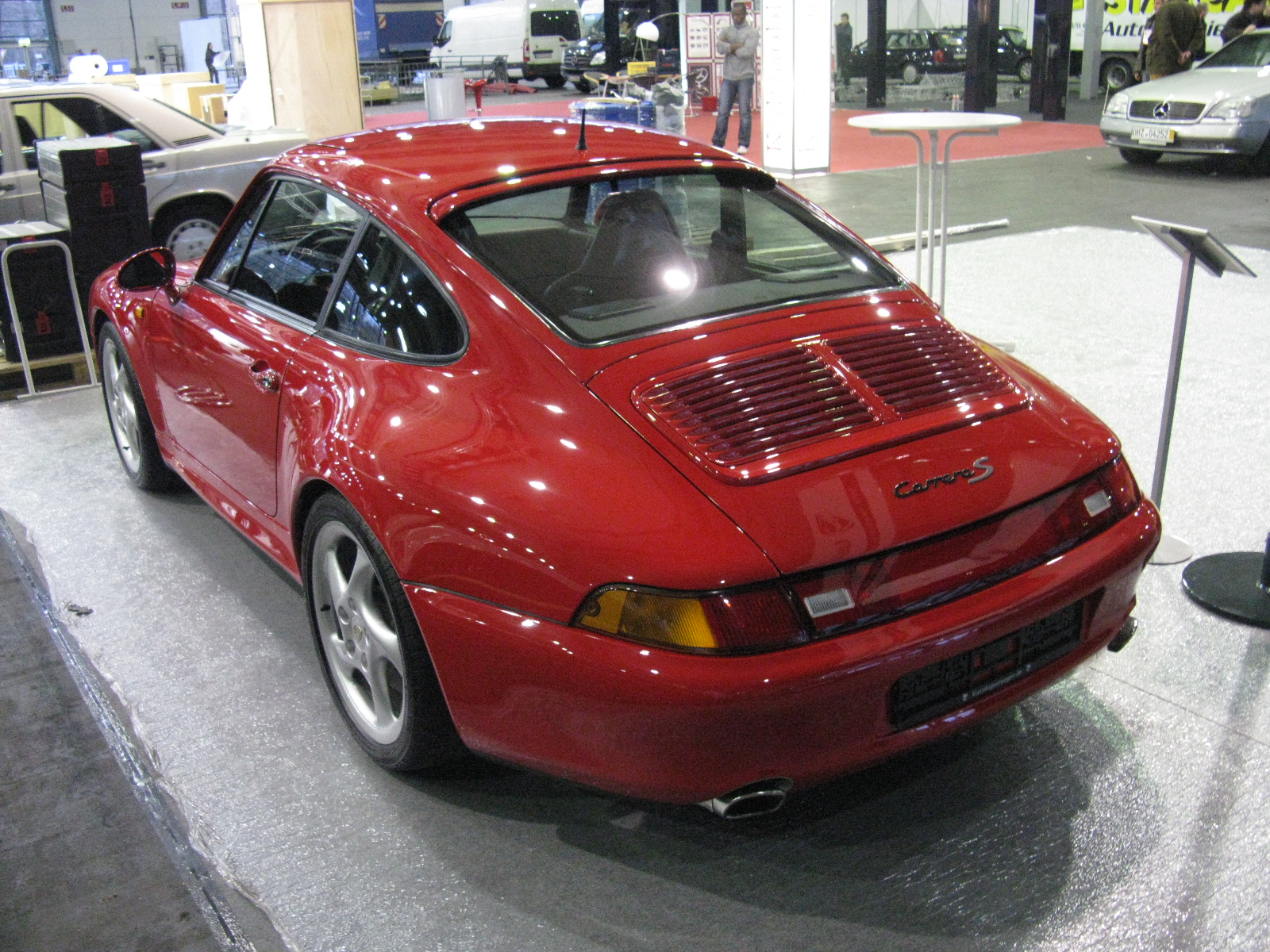
911 Carrera S

Der ab 1995 (bis 1998) gebaute Carrera 4S ist eine Art „Kreuzung“ zwischen dem Carrera und dem Turbo.
Äußerlich sind sich der Carrera 4S und der Turbo sehr ähnlich. Wichtigstes Unterscheidungsmerkmal ist der große feststehende Heckspoiler des Turbo. Außer diesem augenfälligen Unterscheidungsmerkmal weist auch die Typenbezeichnung „Turbo“ bzw. „Carrera 4S“ am Heck des Fahrzeugs auf die unterschiedlichen Typen hin. Abgesehen vom großen Heckspoiler stimmen die beiden Typen jedoch in vielen Punkten überein. Der Carrera 4S hat die Frontschürze des Turbo und ist wie der Turbo an der Hinterachse 6 cm breiter als der Carrera und hat somit breitere hintere Kotflügel. Auch der Carrera 4S hat serienmäßig 18-Zoll-Räder und die roten Bremssättel des Turbo. Wie beim Turbo (und auch beim allradgetriebenen Carrera 4) sind die Blinkergläser hinten rot und vorne weiß. Außerdem hat auch der Carrera 4S wuchtige Seitenschweller.
Die Technik des Carrera 4S ist grundsätzlich gleich derjenigen des Carrera. Auch im Carrera 4S arbeitet der 210 kW (286 PS) leistende Saugmotor. Doch auch in technischer Hinsicht wurde dem Carrera 4S von den Konstrukteuren zwei Systemteile aus dem Turbo spendiert: Der Carrera 4S erhielt vom Turbo dessen stärkere Bremsanlage (einschließlich der dazugehörenden roten Bremssättel) sowie das Fahrwerk. Zudem sind im Carrera 4S einige Ausstattungselemente serienmäßig, die im Carrera nur gegen Aufpreis erhältlich sind: Klimaanlage, Bordcomputer, Lederausstattung, elektrische Sitzverstellung, Heckscheibenwischer, Dachblende mit integrierter dritter Bremsleuchte und Klangpaket mit Kassettenradio. Schließlich sind beim Carrera 4S Sportsitze wahlweise ohne Aufpreis erhältlich.
Der Carrera 4S wurde im Vergleich zum Porsche 993 Carrera in verhältnismäßig geringer Stückzahl gebaut. Dies ist mit ein Grund dafür, weshalb für den Carrera 4S heute meist wesentlich mehr bezahlt werden muss als für einen Carrera oder Carrera 4. Insgesamt wurden vom Carrera 4S 6948 Einheiten gefertigt.
Im Modelljahr 1997 wurde die 993-Modellpalette um den Carrera S ergänzt. Er wurde im Modelljahr 1997 und 1998 gebaut. Der Carrera S entspricht hinsichtlich Karosserie und Ausstattung dem Carrera 4S. Einzige technische Unterschiede: Der Carrera S hat keinen Allradantrieb, kein Turbo-Fahrwerk und auch keine Turbo-Bremsanlage. Äußerlich ist der Porsche 993 Carrera S vom Carrera 4S anhand des auf dem Heckdeckel in stahlgrauer Farbe angebrachten Schriftzugs „Carrera S“ zu unterscheiden. Noch augenfälliger ist jedoch das beim Carrera S (im Gegensatz zum Carrera 4S) geteilte und in Wagenfarbe lackierte Spoilergitter. Wegen eines mittleren Steges im Spoilergitter entsteht der Eindruck eines Doppelgitters. Außerdem sind die Blinkleuchten vorn und hinten gelb und nicht weiß und rot. Die Bremssättel sind schwarz und nicht rot. Standardmäßig wurde der Carrera S mit 17-Zoll-Rädern ausgeliefert.
Vom Carrera S wurden während seiner zweijährigen Bauzeit lediglich 3714 Einheiten produziert:

### 911 Turbo

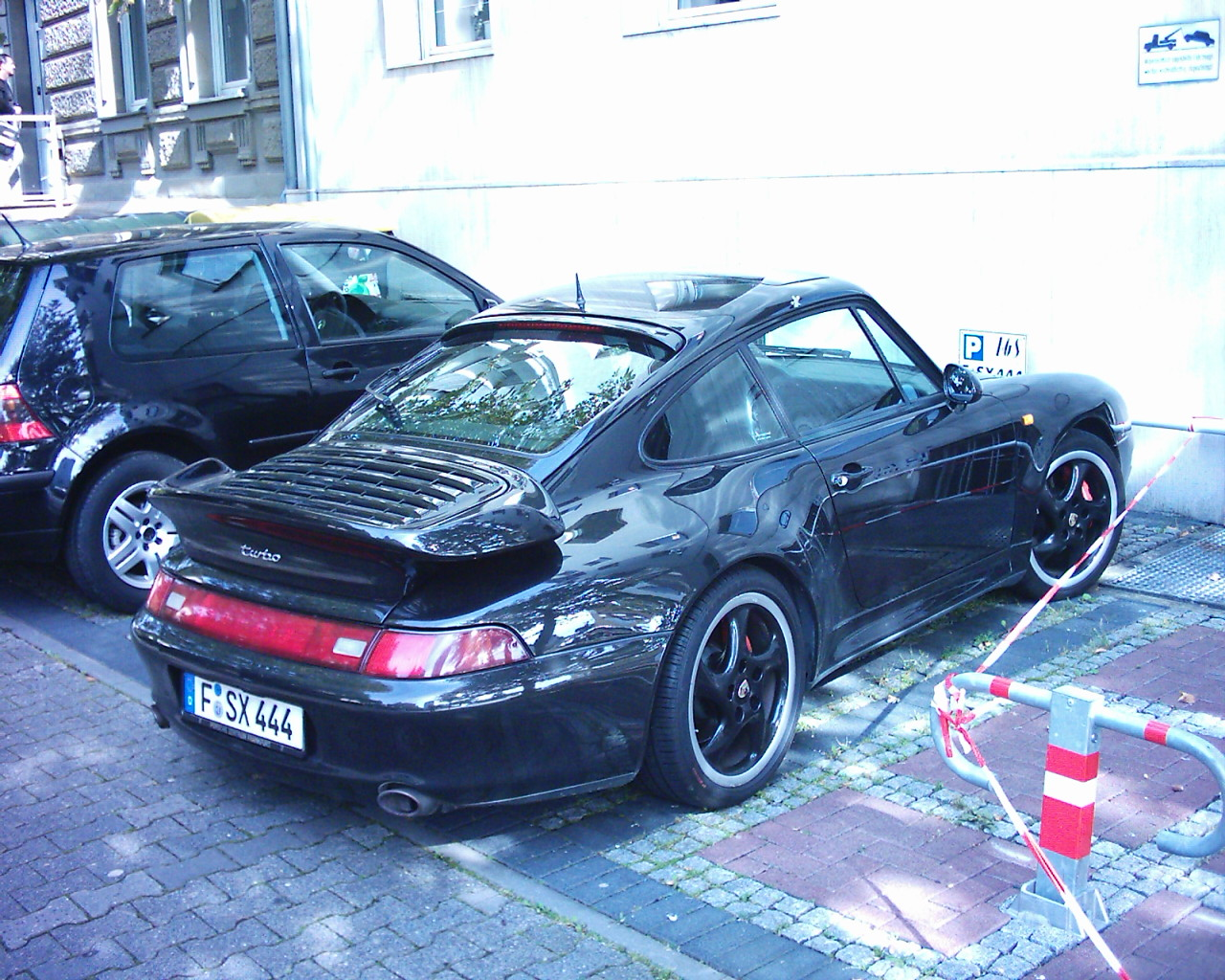
911 Turbo

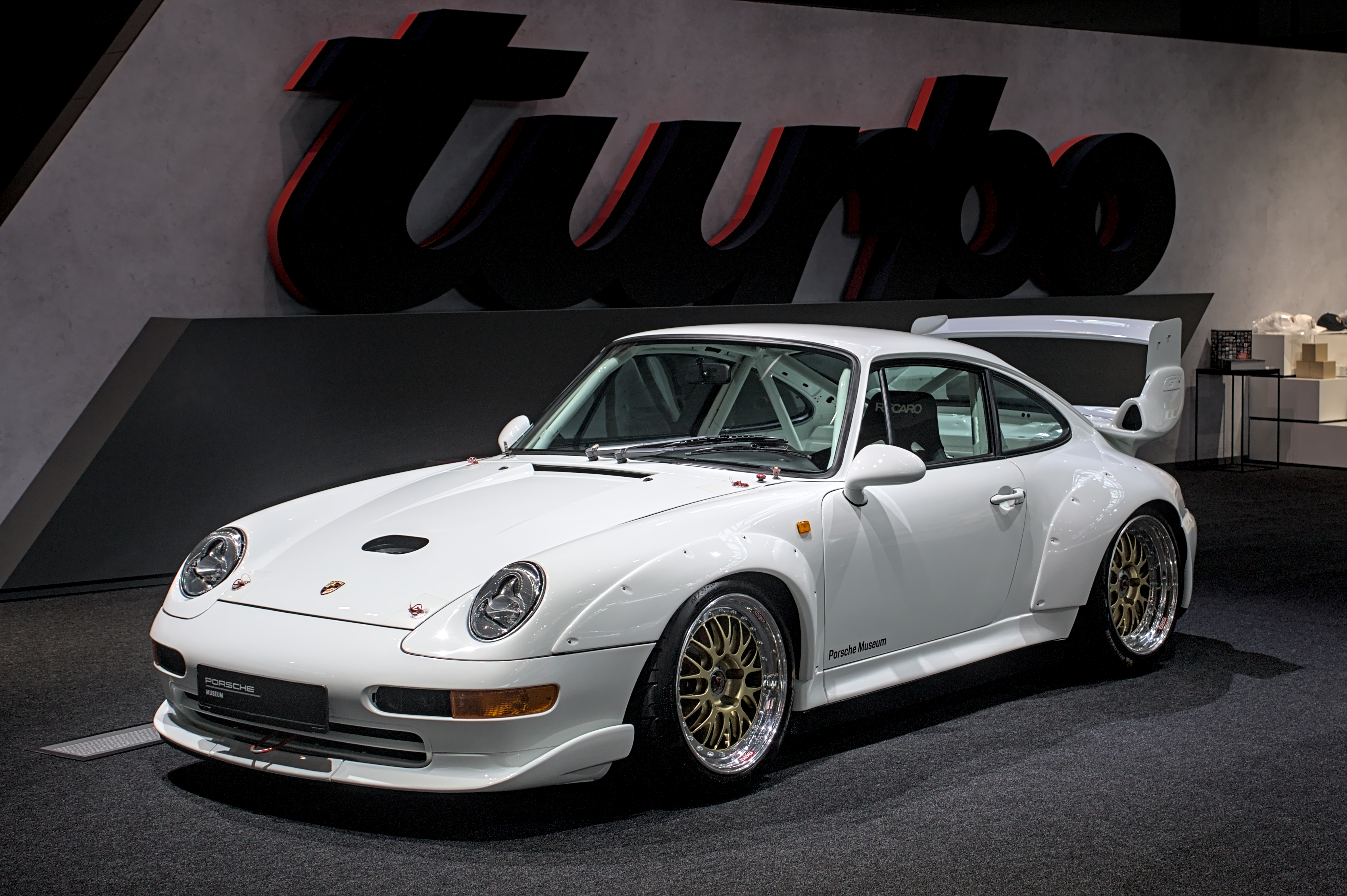
Der auf dem Turbo basierende 911 GT2

Der 993 Turbo als Topmodell der 993-Modellreihe kam 1995 auf den Markt (auch die 1995 produzierten Fahrzeuge wurden jedoch dem Modelljahr 1996 zugeordnet) und ist am feststehenden großen Heckflügel zu erkennen.
Dieser hat zwei Aufgaben zu erfüllen: Erstens wird dadurch der Auftrieb an der Hinterachse verringert, was eine erhöhte Fahrstabilität bei hohen Geschwindigkeiten zur Folge hat. Zweitens verdeckt der Heckflügel die unmittelbar darunter liegenden beiden Ladeluftkühler. Da der Boxermotor mit den beiden Turboladern (Biturbo) bereits den ganzen Platz im Heck des Wagens beansprucht, wurden die Ladeluftkühler über dem Motor angeordnet.
Im Gegensatz zu seinem Vorgänger der Baureihe 964 ist der 993-Turbo mit je zwei Turboladern mit Ladeluftkühlern versehen. Dadurch konnte ein schnelleres Ansprechverhalten und ein gleichmäßigerer Leistungsverlauf erreicht werden. Das bei Turbomotoren sonst übliche „Turboloch“ wurde weitgehend eliminiert. Die Leistung entfaltet sich gleichmäßig ohne den überraschenden Schub beim Ansprechen des Turboladers. Anders als sein Vorgänger hat der 993 Turbo einen permanenten Allradantrieb. Beim 993 Turbo wurde wie schon beim 964 Turbo auf die sonst verwendete Doppelzündung verzichtet.
Der Porsche 993 Turbo wurde in folgenden Stückzahlen produziert: 2.484 Stück im Modelljahr 1996, 1.775 Fahrzeuge (zuzüglich 182 Fahrzeuge des Typs Turbo S) im Modelljahr 1997, 556 Fahrzeuge (zuzüglich 160 Fahrzeuge des Typs Turbo S) im Modelljahr 1998.
Vom Turbo-Modell wurden 1995 14 Exemplare von der Porsche Exclusive-Abteilung als Cabrio hergestellt und an ausgewählte Kunden verkauft. Die Cabrioversion wurde mit dem Turbomotor des Vorgängers 964 und mit Heckantrieb gebaut; sie wurde optisch dezent gehalten, so dass sie nur am Heckspoiler des Turbos zu erkennen ist, der Rest der Karosserie ist der des Carrera 2 gleich.
Angelehnt an den Turbo S wurde durch die Abteilung Porsche Classic nach einer etwa eineinhalbjährigen Bauzeit ein weiteres und quasi letztes Exemplar gefertigt, welches komplett aus originalen Ersatzteilen entstand (ca. 6.500 Stück). Das Fahrzeug mit dem Beinamen "Project Gold" erhielt die Seriennummer 001/001 und die Fahrgestellnummer WP0ZZZ99ZWS370802. Anlässlich des Jubiläums "70 Jahre Porsche Sportwagen" und zugunsten der Ferry-Porsche-Stiftung wurde das Auto im Porsche Experience Center in Atlanta am 27. Oktober 2018 über das Auktionshaus RM Sothebys zum Startpreis von 174.546 USD angeboten und für 3.415.000 USD (umgerechnet 2,74 Mio. EUR) verkauft.

## Rennversionen

### 911 3.8 Cup

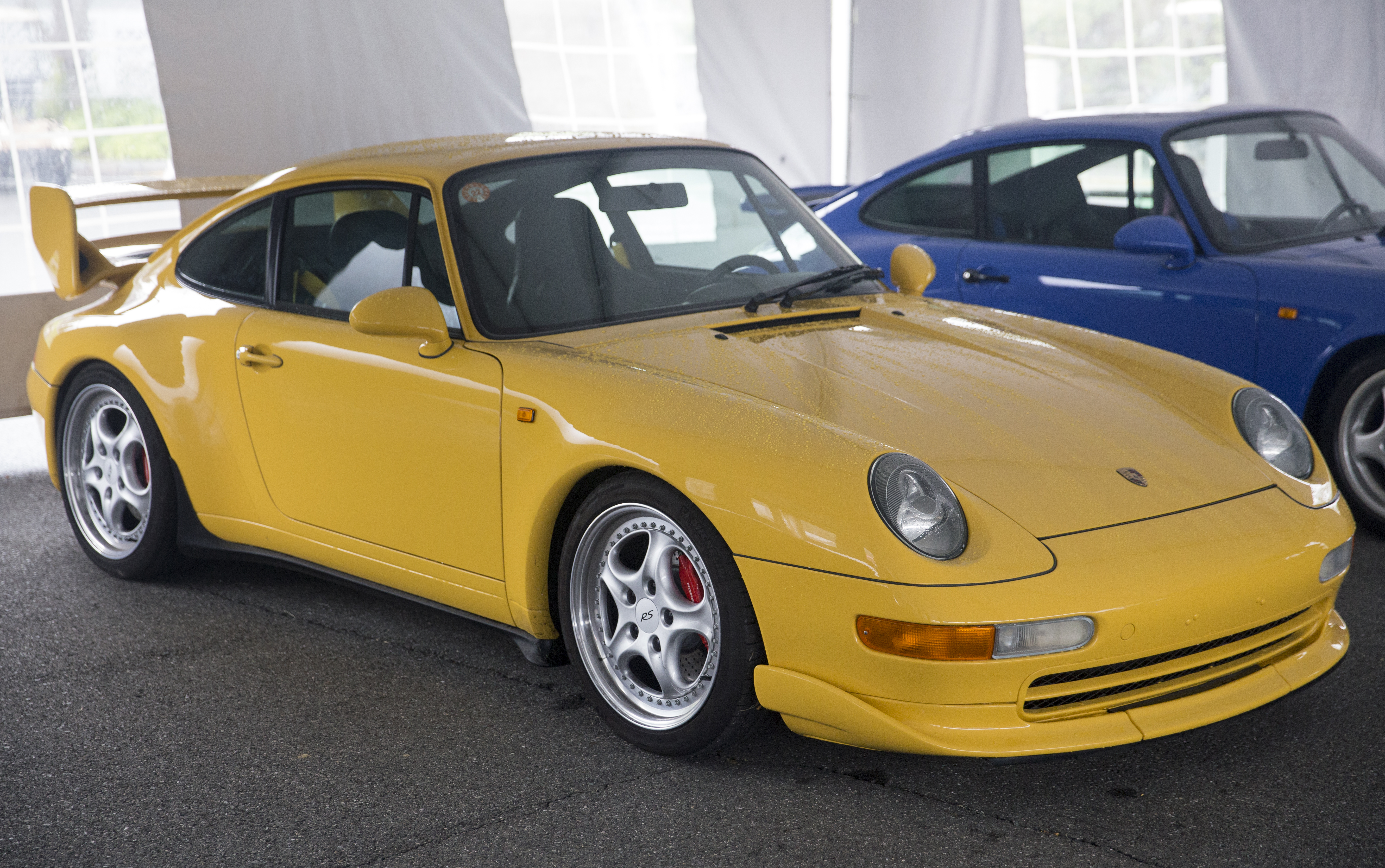
911 Carrera RS

Der 993 3.8 Cup auf Basis des Porsche 993 debütierte 1994 im Porsche Supercup. Ein Jahr später wurde er auch im Carrera Cup eingesetzt.
Das Fahrzeug wurde wesentlich verbessert und war gleichermaßen schneller und leichter kontrollierbar als sein Vorgänger 964 Carrera 2. Dazu trug vor allem die neue Mehrlenker-Hinterachse bei. Die Kraft wurde nun über ein Sechsgang-Getriebe übertragen. Die Leistung des nun 3,8 Liter großen Boxermotors von 310 PS erlaubte eine Höchstgeschwindigkeit von etwa 280 km/h.
Bereits 1995 überarbeitete Porsche das Fahrzeug. Dabei erhielt es einen größeren und feststehenden Heckflügel sowie Seitenschweller und Bugspoiler des Carrera RS. 1996 bewirkte eine modifizierte Ventilsteuerung eine Mehrleistung von fünf PS.

#### Technische Daten
| Modell          | Porsche 993 3.8 Cup                | Porsche 993 3.8 Cup                |
| --------------- | ---------------------------------- | ---------------------------------- |
| Baujahr         | 1994–1995                          | 1996–1997                          |
| Produktionszahl | 147                                | 69                                 |
| Motor           | 3,8-Liter-Sechszylinder-Boxermotor | 3,8-Liter-Sechszylinder-Boxermotor |
| Leistung        | 228 kW (310 PS) bei 6100/min       | 232 kW (315 PS) bei 6200/min       |
| Drehmoment      | 360 Nm bei 5500/min                | 370 Nm bei 5500/min                |
| Leergewicht     | 1100 kg                            | 1100 kg                            |

### 911 Cup 3.8 RSR

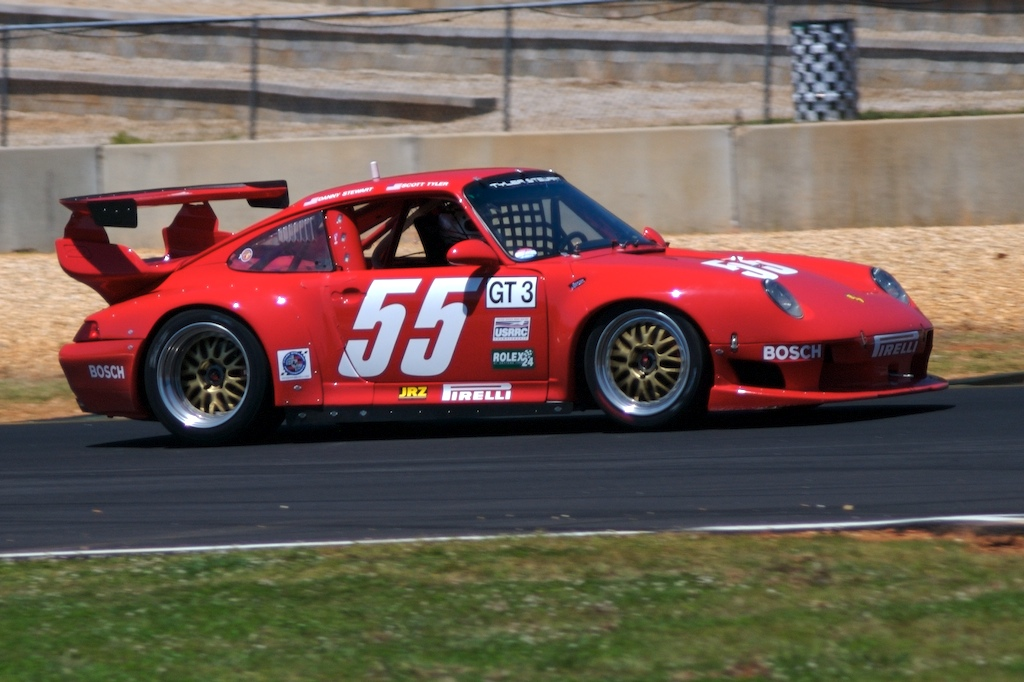
Porsche 993 Carrera RSR 3.8

Als Nachfolger des 964 Carrera RSR 3.8 erschien 1997 der 993 Cup 3.8 RSR. Er war für den Renneinsatz in den damaligen GT3-Klassen (entsprechen heute GT2) und nationalen Rennserien bestimmt.
Das Fahrzeug basierte nun auf dem Porsche 993 Cup und erhielt die Kotflügelverbreiterungen und das Rennfahrwerk vom 993 GT2. Der Motor wurde aus dem Vorgänger übernommen und nur geringfügig überarbeitet. Statt fünf hatte das Getriebe nun sechs Gänge. Das Fahrzeug konnte für einen Preis von 238.500 D-Mark bestellt werden und speziell für Langstreckenrennen auch mit einer anderen Bremsanlage mit Bremsscheiben von 380 Millimetern Durchmesser und einem 100-Liter-Sicherheitstank geliefert werden. Darüber hinaus gab es auch eine Motorvariante mit Katalysator und Schalldämpfer, die eine Teilnahme am Veedol-Langstreckenpokal erlaubte.

#### Technische Daten
| Modell          | 993 Cup 3.8 RSR                    |
| --------------- | ---------------------------------- |
| Baujahr         | 1997–1998                          |
| Produktionszahl | 15                                 |
| Motor           | 3,8-Liter-Sechszylinder-Boxermotor |
| Leistung        | 350 PS (257 kW) bei 7.000/min      |
| Drehmoment      | 380 Nm bei 5.500/min               |
| Leergewicht     | 1.120 kg                           |

## Technische Daten der Serienversionen
Die Modellpalette des 993 war recht umfangreich:
| Porsche 993:                                             | 911 Carrera 2 (bis Mj. 1995) | 911 Carrera 4 (bis Mj. 1995) | 911 Carrera 2 u. Targa (ab Mj. 1996) | 911 Carrera 4 (ab Mj. 1996) | 911 Carrera S | 911 Carrera 4S | 911 Turbo |
| -------------------------------------------------------- | --- | --- | --- | --- | --- | --- | --- |
| Motor:                                                   | 6-Zylinder-Boxermotor (Viertakt) | 6-Zylinder-Boxermotor (Viertakt) | 6-Zylinder-Boxermotor (Viertakt) | 6-Zylinder-Boxermotor (Viertakt) | 6-Zylinder-Boxermotor (Viertakt) | 6-Zylinder-Boxermotor (Viertakt) | wie Carrera, zusätzl. 2 Turbolader und Ladeluftkühler |
| Hubraum:                                                 | 3600 cm³ (3746 cm³ bei Carrera 2/4 und Carrera S/4S mit WLS1) | 3600 cm³ (3746 cm³ bei Carrera 2/4 und Carrera S/4S mit WLS1) | 3600 cm³ (3746 cm³ bei Carrera 2/4 und Carrera S/4S mit WLS1) | 3600 cm³ (3746 cm³ bei Carrera 2/4 und Carrera S/4S mit WLS1) | 3600 cm³ (3746 cm³ bei Carrera 2/4 und Carrera S/4S mit WLS1) | 3600 cm³ (3746 cm³ bei Carrera 2/4 und Carrera S/4S mit WLS1) | 3600 cm³ (3746 cm³ bei Carrera 2/4 und Carrera S/4S mit WLS1) |
| Bohrung × Hub:                                           | 100,0 × 76,4 mm (102,0 × 76,4 mm mit WLS1 für Carrera) | 100,0 × 76,4 mm (102,0 × 76,4 mm mit WLS1 für Carrera) | 100,0 × 76,4 mm (102,0 × 76,4 mm mit WLS1 für Carrera) | 100,0 × 76,4 mm (102,0 × 76,4 mm mit WLS1 für Carrera) | 100,0 × 76,4 mm (102,0 × 76,4 mm mit WLS1 für Carrera) | 100,0 × 76,4 mm (102,0 × 76,4 mm mit WLS1 für Carrera) | 100,0 × 76,4 mm (102,0 × 76,4 mm mit WLS1 für Carrera) |
| Leistung bei 1/min:                                      | 200 kW (272 PS) bei 6100 | 200 kW (272 PS) bei 6100 | 210 kW (286 PS), mit WLS1: 220 kW (300 PS) bei 6500 | 210 kW (286 PS), mit WLS1: 220 kW (300 PS) bei 6500 | 210 kW (286 PS), mit WLS1: 220 kW (300 PS) bei 6500 | 210 kW (286 PS), mit WLS1: 220 kW (300 PS) bei 6500 | 300 kW (408 PS) WLS11: 316 kW (430 PS) WLS21: 330 kW (450 PS) bei 5750 |
| Max. Drehmoment bei 1/min:                               | 330 NM bei 5000 | 330 NM bei 5000 | 340 Nm bei 5250 (355 Nm bei 5400 mit WLS1) | 340 Nm bei 5250 (355 Nm bei 5400 mit WLS1) | 340 Nm bei 5250 (355 Nm bei 5400 mit WLS1) | 340 Nm bei 5250 (355 Nm bei 5400 mit WLS1) | 540 Nm bei 4500 |
| Verdichtung:                                             | 11,3:1 | 11,3:1 | 11,3:1 | 11,3:1 | 11,3:1 | 11,3:1 | 8,0:1 |
| Ventilsteuerung:                                         | OHC (eine Nockenwelle je Zylinderbank), Antrieb durch zwei hydraulisch gespannte Rollenketten Automatischer Ventilspielausgleich (Hydrostößel) | OHC (eine Nockenwelle je Zylinderbank), Antrieb durch zwei hydraulisch gespannte Rollenketten Automatischer Ventilspielausgleich (Hydrostößel) | OHC (eine Nockenwelle je Zylinderbank), Antrieb durch zwei hydraulisch gespannte Rollenketten Automatischer Ventilspielausgleich (Hydrostößel) | OHC (eine Nockenwelle je Zylinderbank), Antrieb durch zwei hydraulisch gespannte Rollenketten Automatischer Ventilspielausgleich (Hydrostößel) | OHC (eine Nockenwelle je Zylinderbank), Antrieb durch zwei hydraulisch gespannte Rollenketten Automatischer Ventilspielausgleich (Hydrostößel) | OHC (eine Nockenwelle je Zylinderbank), Antrieb durch zwei hydraulisch gespannte Rollenketten Automatischer Ventilspielausgleich (Hydrostößel) | OHC (eine Nockenwelle je Zylinderbank), Antrieb durch zwei hydraulisch gespannte Rollenketten Automatischer Ventilspielausgleich (Hydrostößel) |
| Kühlung:                                                 | Luftkühlung (Gebläse mit elektr. Zusatzlüfter) Im Bug: Rechts Ölkühler mit elektr. Zweistufengebläse (links ATF-Kühler bei Tiptronic) | Luftkühlung (Gebläse mit elektr. Zusatzlüfter) Im Bug: Rechts Ölkühler mit elektr. Zweistufengebläse (links ATF-Kühler bei Tiptronic) | Luftkühlung (Gebläse mit elektr. Zusatzlüfter) Im Bug: Rechts Ölkühler mit elektr. Zweistufengebläse (links ATF-Kühler bei Tiptronic) | Luftkühlung (Gebläse mit elektr. Zusatzlüfter) Im Bug: Rechts Ölkühler mit elektr. Zweistufengebläse (links ATF-Kühler bei Tiptronic) | Luftkühlung (Gebläse mit elektr. Zusatzlüfter) Im Bug: Rechts Ölkühler mit elektr. Zweistufengebläse (links ATF-Kühler bei Tiptronic) | Luftkühlung (Gebläse mit elektr. Zusatzlüfter) Im Bug: Rechts Ölkühler mit elektr. Zweistufengebläse (links ATF-Kühler bei Tiptronic) | Luftkühlung (Gebläse mit elektr. Zusatzlüfter) Im Bug: Rechts Ölkühler mit elektr. Zweistufengebläse (links ATF-Kühler bei Tiptronic) |
| Getriebe:                                                | 6-Gang-Getriebe, Hinterradantrieb bei Carrera 2, S und Targa 4-Stufen-Automatic (Tiptronic), Hinterradantrieb bei Carrera 2 (wahlweise) 6-Gang-Getriebe, Allradantrieb bei Carrera 4, 4S und Turbo                                                             | 6-Gang-Getriebe, Hinterradantrieb bei Carrera 2, S und Targa 4-Stufen-Automatic (Tiptronic), Hinterradantrieb bei Carrera 2 (wahlweise) 6-Gang-Getriebe, Allradantrieb bei Carrera 4, 4S und Turbo                                                             | 6-Gang-Getriebe, Hinterradantrieb bei Carrera 2, S und Targa 4-Stufen-Automatic (Tiptronic), Hinterradantrieb bei Carrera 2 (wahlweise) 6-Gang-Getriebe, Allradantrieb bei Carrera 4, 4S und Turbo                                                             | 6-Gang-Getriebe, Hinterradantrieb bei Carrera 2, S und Targa 4-Stufen-Automatic (Tiptronic), Hinterradantrieb bei Carrera 2 (wahlweise) 6-Gang-Getriebe, Allradantrieb bei Carrera 4, 4S und Turbo                                                             | 6-Gang-Getriebe, Hinterradantrieb bei Carrera 2, S und Targa 4-Stufen-Automatic (Tiptronic), Hinterradantrieb bei Carrera 2 (wahlweise) 6-Gang-Getriebe, Allradantrieb bei Carrera 4, 4S und Turbo                                                             | 6-Gang-Getriebe, Hinterradantrieb bei Carrera 2, S und Targa 4-Stufen-Automatic (Tiptronic), Hinterradantrieb bei Carrera 2 (wahlweise) 6-Gang-Getriebe, Allradantrieb bei Carrera 4, 4S und Turbo                                                             | 6-Gang-Getriebe, Hinterradantrieb bei Carrera 2, S und Targa 4-Stufen-Automatic (Tiptronic), Hinterradantrieb bei Carrera 2 (wahlweise) 6-Gang-Getriebe, Allradantrieb bei Carrera 4, 4S und Turbo                                                             |
| Bremsen:                                                 | innenbelüftete Scheibenbremsen, Antiblockiersystem | innenbelüftete Scheibenbremsen, Antiblockiersystem | innenbelüftete Scheibenbremsen, Antiblockiersystem | innenbelüftete Scheibenbremsen, Antiblockiersystem | innenbelüftete Scheibenbremsen, Antiblockiersystem | innenbelüftete Scheibenbremsen, Antiblockiersystem | innenbelüftete Scheibenbremsen, Antiblockiersystem |
| Radaufhängung vorn:                                      | einzeln an MacPherson-Federbeinen, Querlenkern, Stabilisator, Schraubenfedern | einzeln an MacPherson-Federbeinen, Querlenkern, Stabilisator, Schraubenfedern | einzeln an MacPherson-Federbeinen, Querlenkern, Stabilisator, Schraubenfedern | einzeln an MacPherson-Federbeinen, Querlenkern, Stabilisator, Schraubenfedern | einzeln an MacPherson-Federbeinen, Querlenkern, Stabilisator, Schraubenfedern | einzeln an MacPherson-Federbeinen, Querlenkern, Stabilisator, Schraubenfedern | einzeln an MacPherson-Federbeinen, Querlenkern, Stabilisator, Schraubenfedern |
| Radaufhängung hinten:                                    | einzeln an Schräglenkern, Stabilisator, Schraubenfedern | einzeln an Schräglenkern, Stabilisator, Schraubenfedern | einzeln an Schräglenkern, Stabilisator, Schraubenfedern | einzeln an Schräglenkern, Stabilisator, Schraubenfedern | einzeln an Schräglenkern, Stabilisator, Schraubenfedern | einzeln an Schräglenkern, Stabilisator, Schraubenfedern | einzeln an Schräglenkern, Stabilisator, Schraubenfedern |
| Karosserie:                                              | Carrera: Selbsttragende Stahlblechkarosserie mit ab 80 km/h automatisch ausfahrendem Heckspoiler Turbo: Selbsttragende Stahlblechkarosserie mit feststehendem Heckflügel Tankinhalt: 72 Liter (Serienmäßig bei Turbo: 92 Liter; andere Modelle gegen Aufpreis) | Carrera: Selbsttragende Stahlblechkarosserie mit ab 80 km/h automatisch ausfahrendem Heckspoiler Turbo: Selbsttragende Stahlblechkarosserie mit feststehendem Heckflügel Tankinhalt: 72 Liter (Serienmäßig bei Turbo: 92 Liter; andere Modelle gegen Aufpreis) | Carrera: Selbsttragende Stahlblechkarosserie mit ab 80 km/h automatisch ausfahrendem Heckspoiler Turbo: Selbsttragende Stahlblechkarosserie mit feststehendem Heckflügel Tankinhalt: 72 Liter (Serienmäßig bei Turbo: 92 Liter; andere Modelle gegen Aufpreis) | Carrera: Selbsttragende Stahlblechkarosserie mit ab 80 km/h automatisch ausfahrendem Heckspoiler Turbo: Selbsttragende Stahlblechkarosserie mit feststehendem Heckflügel Tankinhalt: 72 Liter (Serienmäßig bei Turbo: 92 Liter; andere Modelle gegen Aufpreis) | Carrera: Selbsttragende Stahlblechkarosserie mit ab 80 km/h automatisch ausfahrendem Heckspoiler Turbo: Selbsttragende Stahlblechkarosserie mit feststehendem Heckflügel Tankinhalt: 72 Liter (Serienmäßig bei Turbo: 92 Liter; andere Modelle gegen Aufpreis) | Carrera: Selbsttragende Stahlblechkarosserie mit ab 80 km/h automatisch ausfahrendem Heckspoiler Turbo: Selbsttragende Stahlblechkarosserie mit feststehendem Heckflügel Tankinhalt: 72 Liter (Serienmäßig bei Turbo: 92 Liter; andere Modelle gegen Aufpreis) | Carrera: Selbsttragende Stahlblechkarosserie mit ab 80 km/h automatisch ausfahrendem Heckspoiler Turbo: Selbsttragende Stahlblechkarosserie mit feststehendem Heckflügel Tankinhalt: 72 Liter (Serienmäßig bei Turbo: 92 Liter; andere Modelle gegen Aufpreis) |
| Spurweite vorn/hinten:                                   | 1405/1445 mm | 1405/1445 mm | 1405/1445 mm | 1405/1445 mm | 1410/1505 mm | 1410/1505 mm | 1410/1505 mm |
| Radstand:                                                | 2272 mm | 2272 mm | 2272 mm | 2272 mm | 2272 mm | 2272 mm | 2272 mm |
| Reifen/Felgen:                                           | VA: 205/55 ZR 16 auf 7 J × 16 HA: 245/45 ZR 16 auf 9 J × 16 auf Wunsch: VA: 205/50 ZR 17 auf 7 J × 17 HA: 255/40 ZR 17 auf 9 J × 17 | VA: 205/55 ZR 16 auf 7 J × 16 HA: 245/45 ZR 16 auf 9 J × 16 auf Wunsch: VA: 205/50 ZR 17 auf 7 J × 17 HA: 255/40 ZR 17 auf 9 J × 17 | VA: 205/55 ZR 16 auf 7 J × 16 HA: 245/45 ZR 16 auf 9 J × 16 auf Wunsch: VA: 205/50 ZR 17 auf 7 J × 17 HA: 255/40 ZR 17 auf 9 J × 17 | VA: 205/55 ZR 16 auf 7 J × 16 HA: 245/45 ZR 16 auf 9 J × 16 auf Wunsch: VA: 205/50 ZR 17 auf 7 J × 17 HA: 255/40 ZR 17 auf 9 J × 17 | VA: 225/40 ZR 18 auf 8 J × 18 HA: 285/30 ZR 18 auf 10 J × 18 | VA: 225/40 ZR 18 auf 8 J × 18 HA: 285/30 ZR 18 auf 10 J × 18 | VA: 225/40 ZR 18 auf 8 J × 18 HA: 285/30 ZR 18 auf 10 J × 18 |
| Maße L × B × H:                                          | 4245 × 1735 × 1310 mm | 4245 × 1735 × 1310 mm | 4245 × 1735 × 1310 mm | 4245 × 1735 × 1310 mm | 4245 × 1795 × 1285 mm | 4245 × 1795 × 1285 mm | 4245 × 1795 × 1285 mm |
| Leergewicht:                                             | 1370 kg 1395 kg2 | 1420 kg | 1400 kg 1425 kg2 | 1450 kg | 1400 kg | 1450 kg | 1500 kg |
| Höchstgeschwindigkeit:                                   | 270 km/h 265 km/h2 | 270 km/h | 275 km/h 270 km/h2 | 275 km/h | 270 km/h | 270 km/h | 290 km/h |
| Beschleunigung 0 – 100 km/h:                             | 5,6 s 6,6 s2 | 5,4 s | 5,4 s 6,4 s2 | 5,3 s | 5,3 s | 5,3 s | 4,5 s |
| Beschleunigung 0 – 200 km/h:                             | | | | | | | 14,3 s |
| Verbrauch Drittelmix Liter/100 km (Super Plus 98 Oktan): | 11,4 l | 11,5 l | 11,2 l | 11,3 l | 11,5 l | 11,5 l | 13,2 l |

1Werkleistungssteigerung, 2Tiptronic

## Technische Daten der Sport-/Straßenversionen
Für Kunden, denen die Serienversionen zu brav waren, bot Porsche sportlichere, für den öffentlichen Straßenverkehr zugelassene, Fahrzeuge an. Diese Modelle sind nach der Devise „mehr Motorleistung bei geringem Fahrzeuggewicht“ konstruiert.
| Motor:                          | 6-Zylinder-Boxermotor (Viertakt) | 6-Zylinder-Boxermotor mit Turboaufladung |                                                                                  |                                                                                  |                                                                                  |                                                                                  |                                                                                  |
| Hubraum:                        | 3746 cm³ | 3600 cm³ |                                                                                  |                                                                                  |                                                                                  |                                                                                  |                                                                                  |
| Bohrung × Hub:                  | 102,0 × 76,4 mm | 100,0 × 76,4 mm |                                                                                  |                                                                                  |                                                                                  |                                                                                  |                                                                                  |
| Leistung bei 1/min:             | 221 kW (300 PS) bei 6500 | 316 kW (430 PS) bei 5750 |                                                                                  |                                                                                  |                                                                                  |                                                                                  |                                                                                  |
| Max. Drehmoment bei 1/min:      | 355 Nm bei 5400 | 540 Nm bei 5400 |                                                                                  |                                                                                  |                                                                                  |                                                                                  |                                                                                  |
| Verdichtung:                    | 11,3:1 | 8,0:1 |                                                                                  |                                                                                  |                                                                                  |                                                                                  |                                                                                  |
| Ventilsteuerung:                | OHC (eine Nockenwelle je Zylinderbank), Antrieb durch zwei hydraulisch gespannte Rollenketten Automatischer Ventilspielausgleich (Hydrostößel) | OHC (eine Nockenwelle je Zylinderbank), Antrieb durch zwei hydraulisch gespannte Rollenketten Automatischer Ventilspielausgleich (Hydrostößel) |                                                                                  |                                                                                  |                                                                                  |                                                                                  |                                                                                  |
| Kühlung:                        | Luftkühlung (Gebläse) | Luftkühlung (Gebläse) |                                                                                  |                                                                                  |                                                                                  |                                                                                  |                                                                                  |
| Getriebe:                       | 6-Gang-Getriebe, Hinterradantrieb | 6-Gang-Getriebe, Hinterradantrieb |                                                                                  |                                                                                  |                                                                                  |                                                                                  |                                                                                  |
| Bremsen:                        | innenbelüftete Scheibenbremsen, ABS | innenbelüftete Scheibenbremsen, ABS |                                                                                  |                                                                                  |                                                                                  |                                                                                  |                                                                                  |
| Radaufhängung vorn:             | einzeln an MacPherson-Federbeinen und Querlenkern, Stabilisator, Schraubenfedern                                                               | einzeln an MacPherson-Federbeinen und Querlenkern, Stabilisator, Schraubenfedern                                                               | einzeln an MacPherson-Federbeinen und Querlenkern, Stabilisator, Schraubenfedern | einzeln an MacPherson-Federbeinen und Querlenkern, Stabilisator, Schraubenfedern | einzeln an MacPherson-Federbeinen und Querlenkern, Stabilisator, Schraubenfedern | einzeln an MacPherson-Federbeinen und Querlenkern, Stabilisator, Schraubenfedern | einzeln an MacPherson-Federbeinen und Querlenkern, Stabilisator, Schraubenfedern |
| Radaufhängung hinten:           | einzeln an Schräglenkern, Stabilisator, Schraubenfedern                                                                                        | einzeln an Schräglenkern, Stabilisator, Schraubenfedern                                                                                        | einzeln an Schräglenkern, Stabilisator, Schraubenfedern                          | einzeln an Schräglenkern, Stabilisator, Schraubenfedern                          | einzeln an Schräglenkern, Stabilisator, Schraubenfedern                          | einzeln an Schräglenkern, Stabilisator, Schraubenfedern                          | einzeln an Schräglenkern, Stabilisator, Schraubenfedern                          |
| Karosserie:                     | Selbsttragende Stahl-Karosserie mit feststehendem Heckflügel (der GT2 hat zusätzlich genietete Kotflügelverbreiterungen)                       | Selbsttragende Stahl-Karosserie mit feststehendem Heckflügel (der GT2 hat zusätzlich genietete Kotflügelverbreiterungen)                       |                                                                                  |                                                                                  |                                                                                  |                                                                                  |                                                                                  |
| Spurweite vorn/hinten:          | 1413/1452 mm | 1475/1550 mm |                                                                                  |                                                                                  |                                                                                  |                                                                                  |                                                                                  |
| Radstand:                       | 2272 mm | 2272 mm |                                                                                  |                                                                                  |                                                                                  |                                                                                  |                                                                                  |
| Reifen/Felgen:                  | VA: 225/40 ZR 18 auf 8 J × 18 HA: 265/35 ZR 18 auf 10 J × 18                                                                                   | VA: 235/40 ZR 18 auf 9 J × 18 HA: 285/35 ZR 18 auf 11 J × 18                                                                                   |                                                                                  |                                                                                  |                                                                                  |                                                                                  |                                                                                  |
| Maße L × B × H:                 | 4245 × 1735 × 1310 mm | 4245 × 1855 × 1310 mm |                                                                                  |                                                                                  |                                                                                  |                                                                                  |                                                                                  |
| Leergewicht:                    | 1270 kg | 1295 kg |                                                                                  |                                                                                  |                                                                                  |                                                                                  |                                                                                  |
| Höchstgeschwindigkeit:          | 277 km/h | 295 km/h |                                                                                  |                                                                                  |                                                                                  |                                                                                  |                                                                                  |
| Beschleunigung 0 – 100 km/h:    | 5,0 s | 4,4 s |                                                                                  |                                                                                  |                                                                                  |                                                                                  |                                                                                  |
| Kraftstoffverbrauch auf 100 km: | 12,4 l | |                                                                                  |                                                                                  |                                                                                  |                                                                                  |                                                                                  |
| Stückzahl:                      | 1146 | |                                                                                  |                                                                                  |                                                                                  |                                                                                  |                                                                                  |

## Testwerte
Messwerte von auto motor und sport:
| Porsche 993:                 | 911 Carrera 2 200 kW | 911 Carrera 4 200 kW | 911 Carrera 2 210 kW | 911 Carrera 4S 210 kW | 911 Carrera RS 221 kW | 911 Turbo 300 kW | 911 Turbo 316 kW | 911 GT2 316 kW |
| ---------------------------- | -------------------- | -------------------- | -------------------- | --------------------- | --------------------- | ---------------- | ---------------- | -------------- |
| Höchstgeschwindigkeit:       | 267 km/h             | 270 km/h             | 276 km/h             | 272 km/h              | 277 km/h              | 291 km/h         | 300 km/h         | 296 km/h       |
| Beschleunigung 0 – 100 km/h: | 5,3 s                | 5,4 s                | 5,2 s                | 5,4 s                 | 5,1 s                 | 4,3 s            | 3,8 s            | 3,9 s          |
| Beschleunigung 0 – 160 km/h: | 12,4 s               | 12,9 s               | 12,3 s               | 13,2 s                | 11,8 s                | 9,5 s            | 8,5 s            | 8,4 s          |
| Beschleunigung 0 – 200 km/h: | 21,1 s               | 21,7 s               | 21,0 s               | 22,5 s                | 19,6 s                | 15,1 s           | 13,5 s           | 13,3 s         |
| 400 m mit stehendem Start    | -                    | -                    | -                    | -                     | -                     | 12,3 s           | 12,0 s           | -              |
| 1 km mit stehendem Start     | 24,7 s               | 24,9 s               | 24,8 s               | 25,2 s                | 24,3 s                | 22,4 s           | 21,8 s           | 21,7 s         |

## Bestand in Deutschland
Aufgeführt ist der Bestand an Porsche 993 nach Hersteller- (HSN) und Typschlüsselnummern (TSN) in Deutschland laut Kraftfahrt-Bundesamt. Typen mit weniger als 100 Fahrzeugen werden nicht ausgewiesen. Bis 2007 beinhaltete der Bestand neben der Anzahl der angemeldeten Fahrzeuge auch die Anzahl der vorübergehenden Stilllegungen. Seit 2008 enthält der Bestand lediglich den „fließenden Verkehr“ einschließlich der Saisonkennzeichen.
| HSN/TSN  | Modell                        | kW     | 1.1.2005 | 1.1.2006 | 1.1.2008 | 1.1.2009 | 1.1.2010 | 1.1.2011 | 1.1.2012 | 1.1.2013 | 1.1.2014 | 1.1.2015 |
| -------- | ----------------------------- | ------ | -------- | -------- | -------- | -------- | -------- | -------- | -------- | -------- | -------- | -------- |
| 0583/434 | 911 Carrera                   | 200    | 2.243    | 2.158    | 1.730    | 1.706    | 1.707    | 1.710    | 1.735    | 1.745    | 1.785    | 1.809    |
| 0583/436 | 911 Carrera Cabriolet         | 200    | 1.930    | 1.890    | 1.604    | 1.638    | 1.682    | 1.715    | 1.746    | 1.785    | 1.838    | 1.883    |
| 0583/437 | 911 Carrera 4                 | 200    | 480      | 461      | 368      | 369      | 365      | 368      | 378      | 385      | 392      | 395      |
| 0583/438 | 911 Carrera 4 Cabriolet       | 200    | 314      | 311      | 262      | 269      | 274      | 274      | 280      | 288      | 292      | 293      |
| 0583/439 | 911 Turbo                     | 300    | 645      | 613      | 440      | 420      | 430      | 423      | 437      | 435      | 438      | 449      |
| 0583/445 | 911 Carrera, 911 Carrera RS   | 221    | 176      | 171      | 111      | 108      | 101      | 103      | 105      | 109      | 109      | 111      |
| 0583/446 | 911 Turbo                     | 316    | 201      | 180      | 125      | 128      | 126      | 122      | 123      | 120      | 129      | 131      |
| 0583/447 | 911 Carrera 4, 911 Carrera 4S | 221    | 156      | 145      | 114      | 108      | 103      | 105      | 109      | 121      | 124      | 123      |
| 0583/450 | 911 Carrera, 911 Carrera S    | 210    | 2.923    | 2.805    | 2.312    | 2.334    | 2.363    | 2.326    | 2.405    | 2.443    | 2.486    | 2.561    |
| 0583/451 | 911 Carrera 4, 911 Carrera 4S | 210    | 1.613    | 1.539    | 1.221    | 1.218    | 1.217    | 1.213    | 1.246    | 1.295    | 1.339    | 1.351    |
| 0583/452 | 911 Carrera Cabriolet         | 210    | 1.615    | 1.580    | 1.382    | 1.439    | 1.507    | 1.569    | 1.645    | 1.740    | 1.789    | 1.845    |
| 0583/453 | 911 Carrera 4 Cabriolet       | 210    | 403      | 401      | 341      | 356      | 373      | 373      | 391      | 407      | 406      | 427      |
| 0583/457 | 911 Turbo, 911 Turbo S        | 331    | 191      | 185      | 144      | 140      | 135      | 132      | 138      | 138      | 145      | 149      |
| Quelle   | Quelle                        | Quelle | [ 8 ]    | [ 9 ]    | [ 10 ]   | [ 11 ]   | [ 12 ]   | [ 13 ]   | [ 14 ]   | [ 15 ]   | [ 16 ]   | [ 17 ]   |

## Bildergalerie

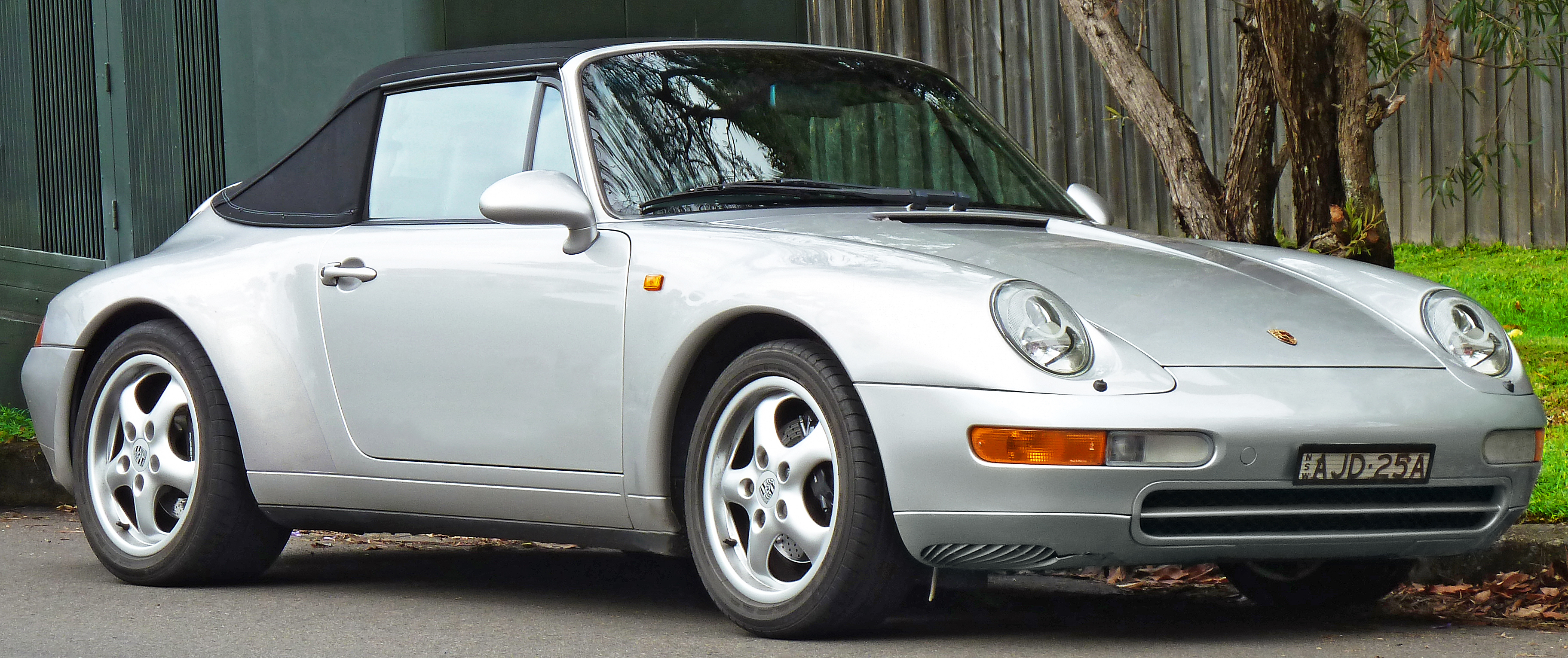
911 Carrera Cabrio
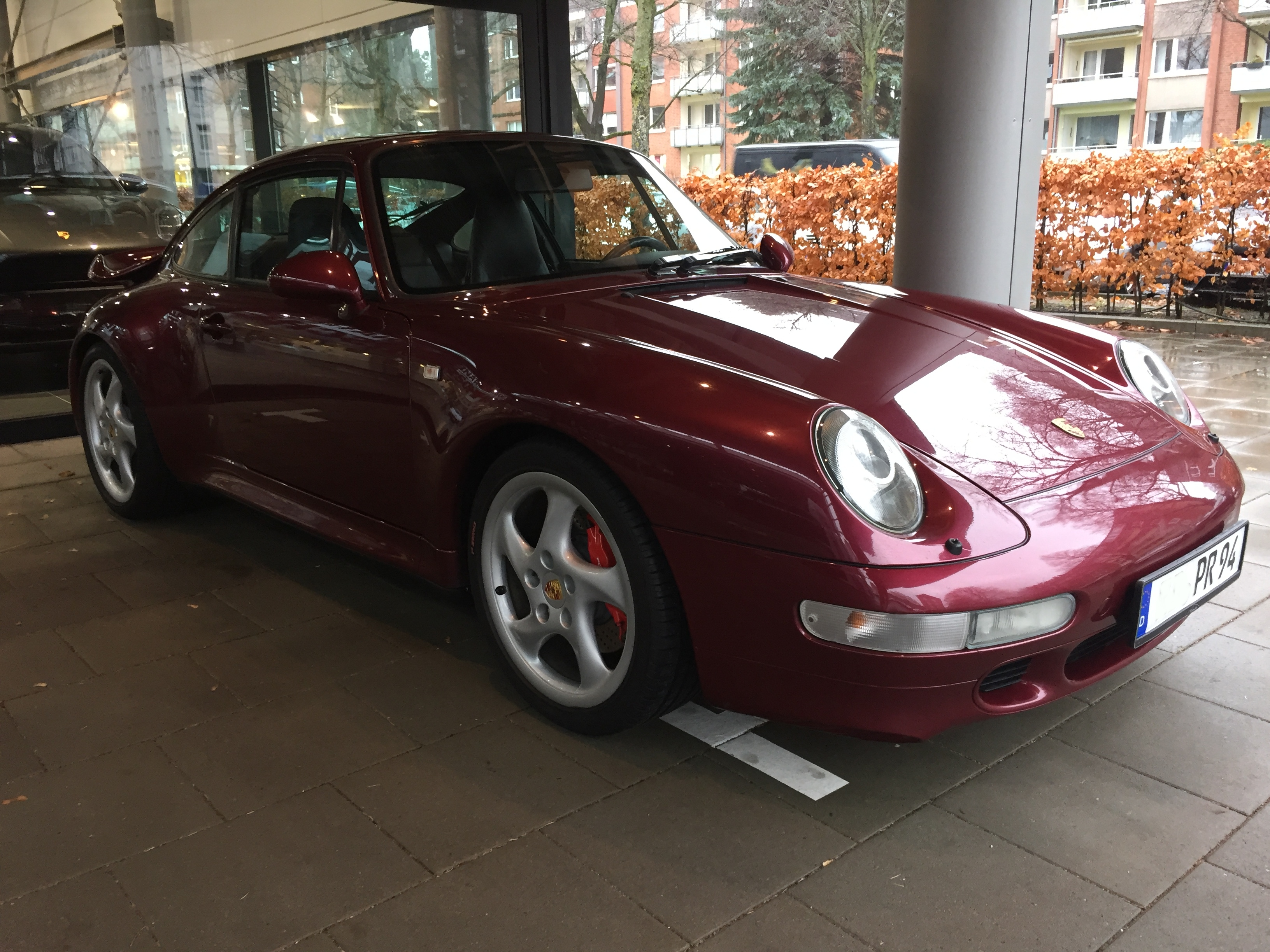
993 Turbo
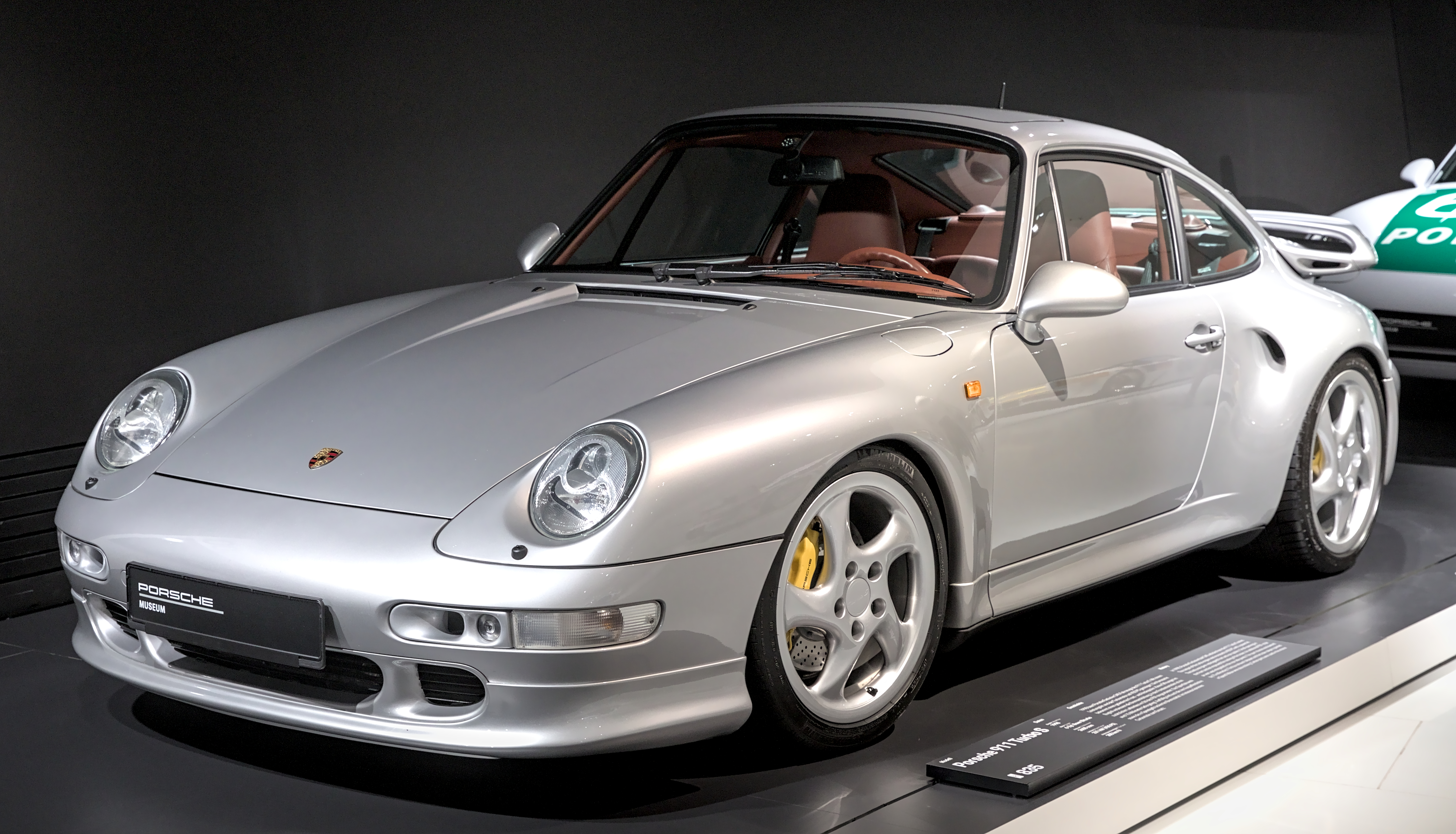
993 Turbo S
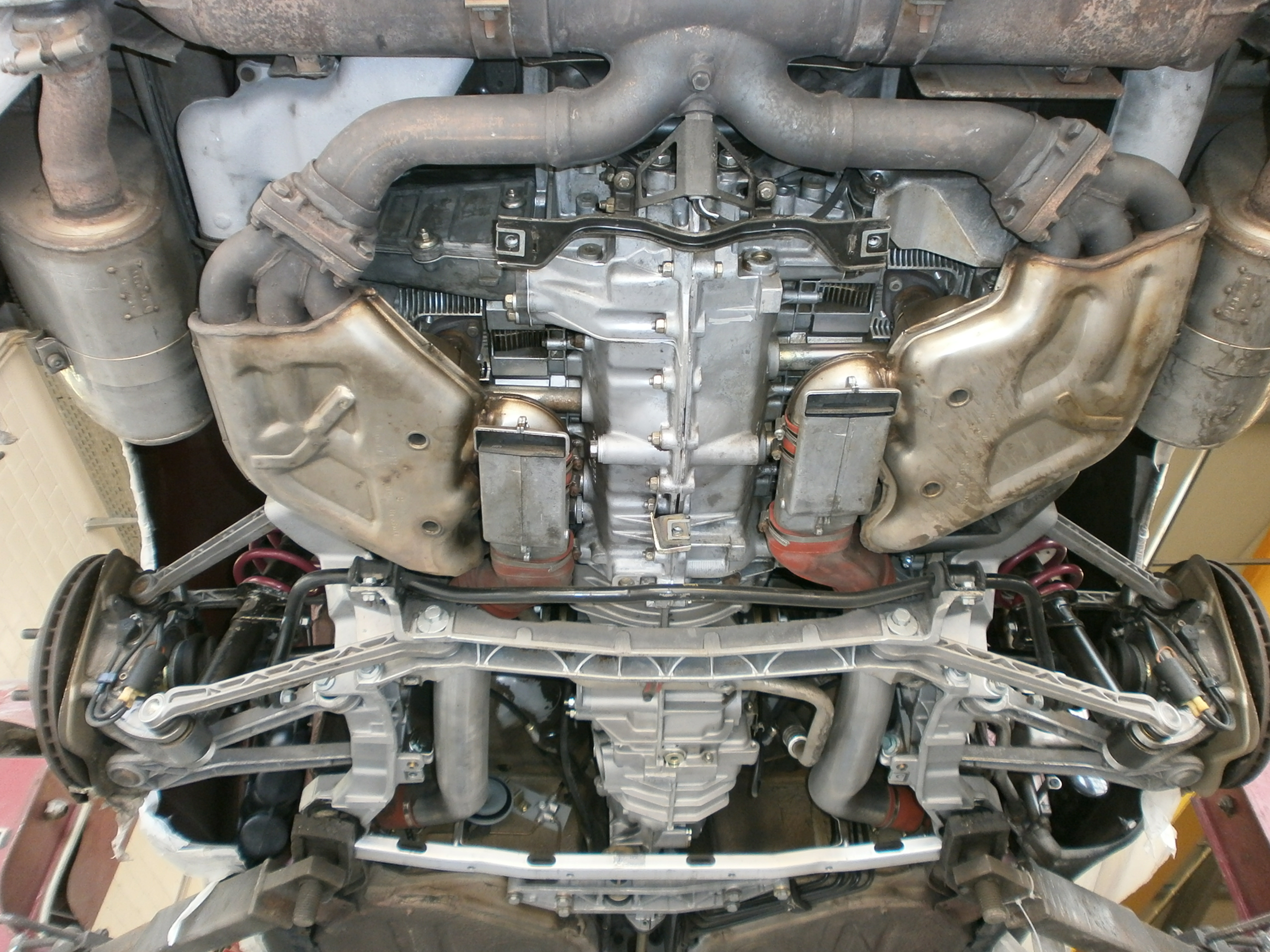
Serienmäßiger Motor von unten (Abdeckung entfernt)
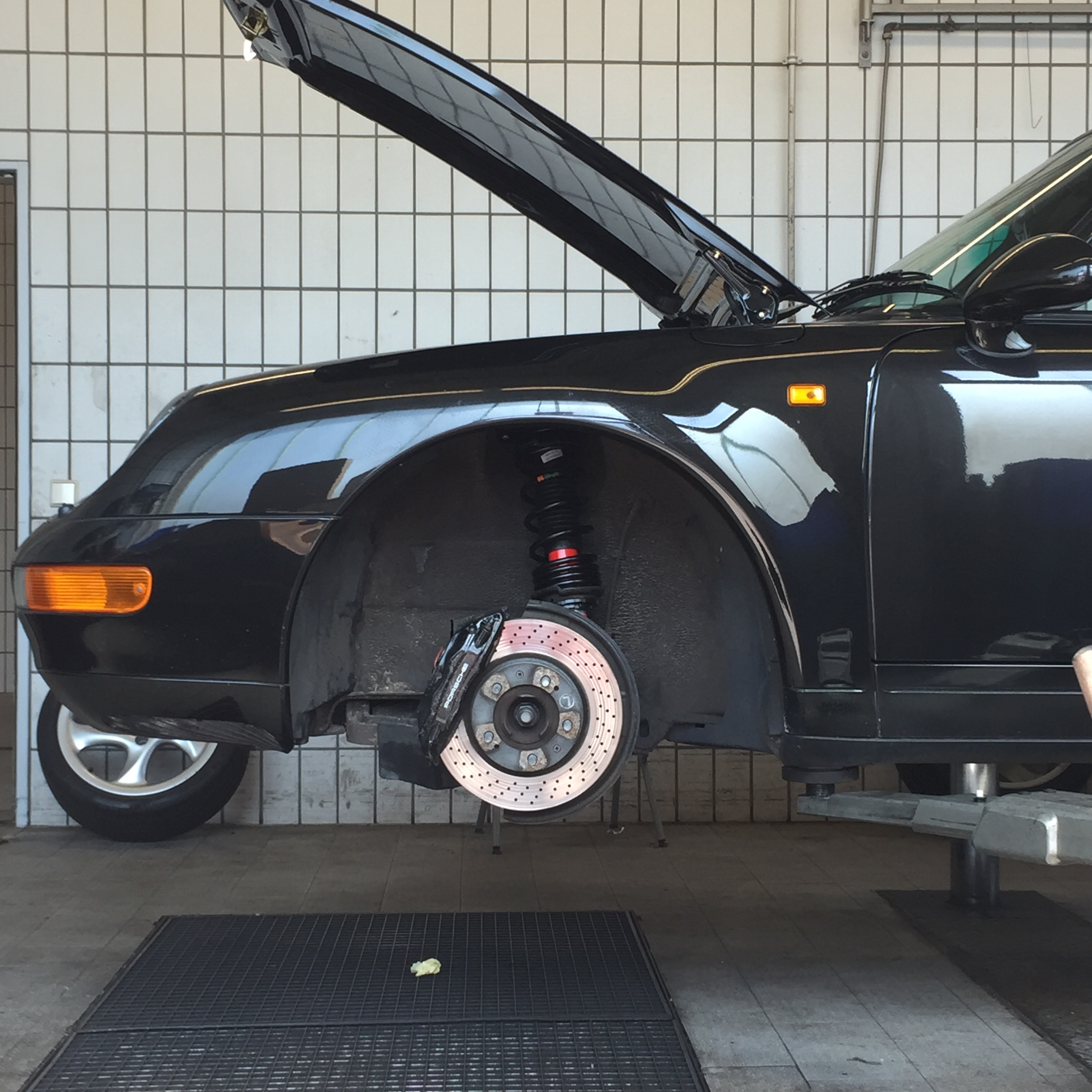
Blick auf die Bremsanlage